# 石川温
石川 温（いしかわ つつむ、1975年 - ）は、日本の埼玉県出身のジャーナリストである。

## 人物
埼玉県出身。中央大学商学部を卒業後、1998年に日本ホーム出版社（現・日経BP）に入社し、「日経トレンディ」編集部に在籍。携帯電話、ヒット商品、自動車、旅行業界などの分野で取材・執筆活動を行い、2003年に独立。「スマホ／ケータイジャーナリスト」として、携帯電話、スマートフォンのキャリアやメーカーの業界事情を取材執筆で幅広く活躍する。携帯電話に関する有識者として、複数のウェブ媒体や雑誌連載を持ち、報道ステーションやニュースZEROなどテレビ・ラジオでのコメント出演も頻繁に行っている。
2004年2月26日にテレビ東京系の「TVチャンピオン」で放送された「ケータイ電話通選手権」で準優勝（優勝は羽田卓生）を飾った経歴を持つ。

## 主な連載・出演
- モバイルの達人　（日経電子版）
- 石川温のスマホNo.1メディア　（ラジオNIKKEI） - 毎週木曜20時20分から放送中
- スマホ業界新聞 - 毎週土曜配信のメールマガジン
- All About 携帯電話ガイド
- 石川温の「スマホ業界新聞」
- デジタルあまのJACK　（月刊誌『家電批評』）
- 石川温のPepperが我が家にやってきた　（月刊誌『デジモノステーション』）
- ポリタスTV（YouTube）

## 主な著書
- 未来IT図解 これからの5Gビジネス（2020年1月21日発売 MdN）
- 仕事の能率を上げる最強最速のスマホ&パソコン活用術（2017年3月7日発売　朝日新聞出版）
- iPhone5で始まる! スマホ最終戦争―「モバイルの達人」が見た最前線（2012年10月10日発売　日本経済新聞出版）
- スティーブ・ジョブズ 奇跡のスマホ戦略 ポスト・Jobsのプラットフォーム戦争の勝者は?（2011年12月12日発売 ビジネスファミ通）
- 図解 携帯電話業界ハンドブック〈Ver.1〉（2009年5月1日発売　東洋経済新報社）
- ケータイ・ビジネスの現在と未来 ソフト・ハードの両面から探る可能性 （2009年4月1日発売 アートデイズ）
- グーグルvsアップル ケータイ世界大戦 ~AndroidとiPhoneはどこまで常識を破壊するのか（2008年8月30日発売 技術評論社）
- ケータイ業界52人が語る「戦略」の裏側（2007年9月28日発売 毎日コミュニケーションズ）
- ケータイ業界9,800万人争奪戦 番号ポータビリティで勃発!（2006年8月17日発売 ソフトバンククリエイティブ）
- ケータイ業界30兆円の行方 キャリア再編のシナリオ（2005年8月6日発売 ソフトバンククリエイティブ）